# Rhamphastosula ramirezi
Rhamphastosula ramirezi — викопний вид сулоподібних птахів родини сулових (Sulidae), що існував в пліоцені в Південній Америці.

## Скам'янілості
Викопні рештки птаха знайдені у відкладеннях формації Піско в Перу. Описаний з фрагментарних решток черепа. Вид названо на честь перуанського палеонтолога Грегоріо Раміреса.

## Опис
Морфологічно череп схожий на череп сучасних сулових. Відрізняється птах незвичайним для сулових, опуклим дзьобом, що схожий на дзьоб туканів.